# وينتشستر (دائرة انتخابية في المملكة المتحدة)
وينتشستر (بالإنجليزية: Winchester)‏ هي إحدى الدوائر الانتخابية في المملكة المتحدة الممثلة في مجلس العموم في برلمان المملكة المتحدة.
عضو البرلمان الذي يمثلها حالياً هو :Mr Mark Oaten (LD).